# Surfing na Letních olympijských hrách 2020
Surfing na Letních olympijských hrách 2020 v Tokiu se v konal od 25. do 27. července 2021 na pláži Tsurigasaki u města Čiba.

## Medailisté
| Soutěž      | Zlato                                           | Stříbro                                           | Bronz                             |
| ----------- | ----------------------------------------------- | ------------------------------------------------- | --------------------------------- |
| soutěž mužů | Ítalo Ferreira · Brazílie (BRA)                 | Kanoa Igarashi · Japonsko (JPN)                   | Owen Wright · Austrálie (AUS)     |
| soutěž žen  | Carissa Mooreová · Spojené státy americké (USA) | Bianca Buitendagová · Jihoafrická republika (RSA) | Amuro Tsuzukiová · Japonsko (JPN) |

## Přehled medailí
| Pořadí | Země                   | Zlato | Stříbro | Bronz | Celkově |
| ------ | ---------------------- | ----- | ------- | ----- | ------- |
| 1      | Spojené státy americké | 1     | 0       | 0     | 1       |
| 1      | Brazílie               | 1     | 0       | 0     | 1       |
| 3      | Japonsko               | 0     | 1       | 1     | 2       |
| 4      | Jihoafrická republika  | 0     | 1       | 0     | 1       |
| 5      | Austrálie              | 0     | 0       | 1     | 1       |
| celkem | celkem                 | 2     | 2       | 2     | 6       |